# المجرد والمزيد

التقسيمات الصرفية للأفعال العربية الثلاثية والرباعية المجردة والمزيدة موزعة على الأبواب التصريفية والمزيدة موزعة على أنواع الزيادة وصيغها وأمثلتها

المجرد والمزيد في صرف كلمات اللغة العربية هما تصنيفان للكلمات بحيث يطلق مصطلح «مجرد» على الكلمات التي تتألف من الحد الأدنى من الأحرف المعبرة عن الدلالة العامة للكلمة، ويطلق مصطلح «المزيد» على الكلمات التي زيد فيه حرف أو أكثر على الأحرف الأصول للكلمة. فكلمة «جلس» مثلا تتكون من ثلاثة أحرف هي: الجيم، واللام، والسين، ولا يمكن إدراك دلالة الكلمة بأقل من هذه الأحرف. أما كلمة «جلوس»، فمن المؤكد أن لها ارتباط بالكلمة السابقة، وهذا الارتباط هو تضمنها معنى الفعل السابق، مع معنى إضافي نتج عن زيادة حرف الواو، وهذا النوع من الكلمات يطلق عليه مصطلح «المزيد»، لأنه زيد فيه حرف، أو أكثر على الأحرف الأصول للكلمة.
والفرق بين الأحرف الأصلية للكلمة، والأحرف الزائدة أن الأولى خاصة بالكلمة نفسها، وتحمل معناها المعجمي الأساسي المتفرد، أما الثانية فهي تتكرر في نظائر كثيرة لهذه الكلمة تشترك معها في البناء، فحرف الواو الزائد في كلمة «جلوس» نجده في كلمات أخرى مثل وجد، سمو، وردة، عصفور … إلخ، وهذا يعني أن هناك مستويين لمعنى الكلمة المزيدة، أحدهما المعنى المعجمي الخاص وهو ما تحمله الأحرف المجردة، والآخر معنى البناء الذي تشارك في حمله أحرف الزيادة، والمعنى الذي جلبته أحرف الزيادة إنما هو معنى البناء، ذلك المعنى الذي قد تكرر مع كل كلمة على هذا البناء.

## أحرف الزيادة[2]

### يزاد على الأصل بطريقتين
1- تضعيف الحرف الأصلي، وهو زيادة حرف من جنس عين الكلمة، أو لامها. مثل: كَرُمَ: كرَّم، حَطَمَ: حطَّم، عَلِمَ: علَّم، جلب: جلبَبَ، طمأن: اطمأنَّ.
""دروس في علم الصرف""
وهذا النوع من الزيادة ليس خاصا بحرف دون الآخر، بل كل أحرف الهجاء يمكن تضعيفها ماعدا «الألف» فلا تضعف، لأنها حرف مد، وتظهر هذه الأحرف في الميزان مضعفة بشكلها الموجود في الكلمة الموزونة، لا بنصها.
مثل: علَّم: فَعَّلَ، جلبب: فعلل.
""إقحام حرف من أحرف الزيادة المعرفة في كلمة (سألتمونيها).""
ويمكن التفريق بين الحرف الناتج عن التضعيف الأصلي، ومماثلة من أحرف سألتمونيها في زيادة الكلمة، أن زيادة أي حرف من أحرف سألتمونيها يكون مطردا في زيادته، وفي مواضع مختلفة من الكلمة، في حين زيادة الحرف
1. 3 ما كان على وزن «فَوْعَلَ»: «يُفَوْعِلُ». وهو لازم.

نحو: حَوْقَلَ: يُحَوْقِلُ، وأصله: حَقُلَ بمعنى ضَعُفَ.
نقول: حوقل الشيخ. إذا ضعف وفتر عن الجماع.
ويكون مركبا في النحت. نحو: حوقل المصلي.
قال: لا حول ولا قوة إلا بالله.
ومنه: جَوْرَبَ: يُجَوْرِبُ. وهو متعد.
نحو: جوربت الأم طفلها. أي: ألبسته الجورب.
2 ـ ما كان على وزن «فَعْوَلَ»: «يُفَعْوِلُ». ويكون متعديا ولازما.
مثال المتعدي: جَهْوَرَ: يُجَهْوِرُ. وأصله جَهَرَ بالقول. أي: رفع صوته به.
تقول: جهور الرجل قوله. أي: رفعه.
ومثال اللازم: رَهْوَلَ: يُرَهْوِلُ. أي: أسرع.
تقول: رهول الغلام في مشيته.
3 ـ ما كان على وزن «فَيْعَلَ»: «يُفْعِلُ». ويكون متعديا ولازما.
مثال المتعدي: بَيْطَرَ: يُبَيْطِرُ. بمعنى عالج الحيوان.
ويأتي بمعنى البمالغة في التبختر.
تقول: بيطر الطبيب القط، ويبيطر الطبيب القط. أي: يعالجه.
ومثال اللازم: بَيْقَرَ: يُبَيْقِرُ. بمعنى: أسرع.
تقول: بيقر الرجل، ويبيقر الغلام.
ومصدره: البيقرة، وهو إسراع يطأطئ الرجل فيه رأسه.
ومنه قول المثقب العبدي:
فبات يجتاب شُعَارى [1] كما بيقر من يمشي إلى الجلسد [2]
4 ـ ما كان على وزن «فَعْيَلَ»: «يُفَعْيِلُ». وهو متعد.
نحو: شَرْيَفَ: يُشَرْيِفُ. بمعنى قطّع.
تقول: شريف الفلاح الزرع. أي: قطع شريافه.
ونحو: عثير: يعثير. وأصله عثر بمعنى: زلق ولم تستقر رجله.
وعثير بمعنى أثار.
تقول: عثيرت الريح الغبار. إذا أثارته.
5 ـ ما كان على وزن «فَعْلى»: «يُفَعْلي». ويكون متعديا ولازما.
مثال المتعدي: سليقت الرجل. أي: ألقيته.
ومثال اللازم: سَلْقَى: يُسَلْقِي. بمعنى: استلقى.
تقول: سلقى الرجل على ظهره. أي: استلقى على ظهره.
6 ـ ما كان على وزن «فَعْنَلَ»: «يُفَعْنِلُ». وهو متعد.
نحو: قَلْنَسَ: يُقَلْنِسُ. بمعنى: ألبس.
تقول: قلنست الطفل من البرد. أي: ألبسته القلنسوة.
فوائد وتنبيهات:
لقد استعمل العرب وزن فعلل لمعان كثيرة منها:
1 ـ الدلالة على المشابهة :
نحو : علقمت القهوة. أي : صارت كالعلقم في مرارته.
ونحو : عندم الجسد. صار محمرا كالعندم. والعندم شجر أحمر.
2 ـ للصيرورة : نحو : مركشت الرجل. أي : صيرته مراكشيا.
وسعوده. صيره سعوديا، ولبننه، صيره لبنانيا.
3 ـ للدلالة على أن الاسم المأخوذ منه آلة : نحو : عرجن. أي : استعمل العرجون.
وتلفز. أنجز أعمالا فنية في التلفزيون.
وتلفن : استعملن التلفون.
4 ـ للنحت على وزنه، سواء أكان النحت من مركب إضافي.
نحو : عمنفى من عبد مناف.
وعبقسى من عبد قيس.
وعبدلى من عبد الله.
أم كان النحت من جملة.
نحو : بسمل. من قوله : بسم الله.
وحوقل. من قوله : لا حول ولا قوة إلا بالله.
وحيصل : قال : حيَّ على الصلاة.
وحسبل : قال : حسبي الله.
وفذلك : قال : فذلك كذا وكذا.
5 ـ الظهور :
نحو : برعمت الشجرة : ظهرت براعمها.
6 ـ جعله محتويا على الاسم المأخوذ منه الفعل :
نحو : فلفلت الطعام : جعلت فيه فلفلا.
وعصفرت الثوب : صبغته بالعصفر.
7 ـ الإصابة :
نحو : عرقبته : أصبت عرقوبه.
الفعل المزيد
ينقسم الفعل المزيد إلى قسمين :
1 ـ المزيد على الثلاثي.
2 ـ المزيد على الرباعي.
أولا ـ المزيد على الثلاثي :
يمكن زيادة الفعل الثلاثي المجرد حرفا، أو حرفين، أو ثلاثة، بحيث غاية ما يبلغ الفعل بعد الزيادة ستة أحرف.
وعليه نقول أن الفعل المزيد على ثلاثة أحرف هو : كل فعل ثلاثي زيد على أحرفه الأصول حرف، أو حرفان، أو ثلاثة.
1 ـ الثلاثي المزيد بحرف، وله ثلاثة أوزان :
أ ـ أفعل : بزيادة الهمزة في أوله.
نحو : كرم : أكرم، حسن : أحسن، جلس : أجلس، ذهب : أذهب، قام : أقام، قعد : أقعد، مات : أمات، حيى : أحيى، لبس : ألبس، خرج : أخرج.
ب ـ فعَّل : بزيادة حرف من جنس عينه، وهو ما يعرف بالتضعيف.
نحو : علِم : علَّم، حطَم : حطَّم، كرُم : كرَّم، قدِم : قدَّم، سلِم : سلَّم، وعد : وعَّد، وصل : وصَّل، نصب : نصَّب، وقف : وقَّف.
ج : فاعل : بزيادة ألف بعد فائه.
نحو : قتل : قاتل، ضرب : ضارب : شرك : شارك، منع : مانع، باع : بايع. نزل : نازل، وصل : واصل، وعد : واعد ن سمح : سامح.
الغرض من الزيادة :
لم تكن الزيادة الحرف، أو الأحرف في الكلمة، لمجرد زيادة عدد أحرفها، أو ليقال إن هذه الكلمة أحرفها أصلية، وأخرى زائدة، وهذا يعني أن الزيادة ليست من قبيل العبث اللفظي، إنما الزيادة في أحرف الكلمة تعطيها دلالات ومعاني جديدة غير التي كانت للكلمة عند وضعها على أحرفها الأصلية، ويمكننا أدراك هذه الدلالات الجديدة للفعل بعد زيادة الأحرف التي ذكرنا آنفا، وهي على النحو التالي :
أولا ـ المعاني والدلالات التي تزاد من أجلها الهمزة في أول الفعل الثلاثي، صيغة «أفعل».
1 ـ التعدية : زيادة الهمزة في أول الفعل الثلاثي اللازم تجعله متعديا بعد أن كان لازما، وتلك ميزة جديدة اكتسبها الفعل، فبعد أن كان الفعل موضوعا في اللغة بغرض اللزوم، أي : ألاّ يتعدى فاعله ليأخذ مفعولا به، صار بعد زيادة الهمزة متعديا للمفعول به.
نحو : ذهب الرجل. ذهب فعل لازم، أخذ فاعلا فقط وهو الرجل.
بزيادة الهمزة يصير متعديا للمفعول به، نحو قولهم : أذهب الله بصره. بصره مفعول به.
ومنه قوله تعالى : الحمد لله الذي أذهب عنا الحزن 1. الحزن مفعول به.
ونحو : خرج الطلاب من المدرسة. الطلاب : فاعل. بزيادة الهمزة نقول :
أخرج المعلم الطلاب من المدرسة. الطلاب : مفعول به.
ومنه قوله تعالى : والذي أخرج المرعى 1. المرعى مفعول به.
فإذا كان الفعل متعديا في الأصل لمفعول به واحد، صار بعد زيادة الهمزة متعديا لمفعولين، وإن كان متعديا لمفعولين تعدى بزيادة الهمزة إلى ثلاثة مفاعيل.
نحو : لبس، وحفظ، وشرب.
كل فعل من الأفعال السابقة متعد لمفعول به واحد.
نحو : لبس الرجل العباءة. وحفظ الولد الدرس.
وشرب الطفل اللبن.
فإذا ما زدنا الهمزة في أوله تعدى لمفعولين.
نحو : ألبستْ الأم الطفل الثوب.
الطفل : مفعول به أول، والثوب : مفعول به ثان.
ونحو : أحفظ المعلم التلميذ النشيد.
التلميذ : مفعول به أول ن والنشيد : مفعول به ثان.
ونحو : أشربته اللبن.
فضمير الغيبة : في محل نصب مفعول به أول، واللبن : مفعول به ثان.
أما الأفعال : علم، ورأى، وبلغ، فهي في الأصل متعدية لمفعولين.
نحو : علمت خالدا مسافرا.
ورأيت الأمانة فضيلة.
وبلغت محمدا قادما.
فإذا ما زيدت الهمزة في أول الفعل تعدى بها إلى ثلاثة مفاعيل.
نحو : أعلمت والدي خالدا مسافرا.
والدي : مفعول به أول، ومحمدا : مفعول به ثان، ومسافرا : مفعول به ثالث.
نحو : أرأيت عليا الأمانة فضيلة.
عليا : مفعول أول، والأمانة : مفعول ثان، وفضيلة مفعول ثالث.
ونحو : أبلغت المعلم محمدا قادما.
المعلم : مفعولا أول، ومحمدا : مفعول ثان، وقادما مفعول ثالث.
2 ـ التعريض. بزيادة الهمزة في أول الفعل تجعل المفعول به معرضا لمعنى الفعل. نحو : أَبَعْتُ العقار. أي : عرّضته للبيع، سواء بيع أم لم يبع.
وأرهن الرجل المتاع. أي عرضه للرهن.
وأعرت الكتاب. أي : جعلته عرضة للإعارة.
3 ـ الصيرورة. وهو أن يصير الفاعل صاحب شيء اشتق من الفعل.
نحو : ألحمتْ الشاة. صارت ذا لحم.
وأطفلتْ الأم. صارت ذا طفل.
وأينع الثمر. صار ذا نضج.
وأزهرت الحديقة. صارت ذا زهر.
وأجربت الناقة. صارت ذا جرب.
وأشرقت الشمس. صارت ذا شروق.
وأغبرت السماء : صارت ذا غبار.
4 ـ الحينونة :
وهو أن يحين زمن الشيء، وقد عدوه من باب الصيرورة.
نحو : أحصد الزرع. أي : حان وقت حصاده. أي : صار ذا حصاد.
وأقطع النخل. حان وقت قطع ثمره. أي : صار ذا ثمر ناضج حان قطعه.
وأحلبت الشاة. حان وقت حلبها.
وأشرقت الشمس. حان وقت شروقها.
5 ـ الدخول في الزمان، أو المكان، وهو داخل في حيز الصيرورة أيضا.
كما هو حال الحينونة، لأنه لا يكون بمعنى «ذا كذا»، وإليك تبيانه :
نقول : أصبح الرجل. أي : دخل في الصباح.
وأمسى المسافر. أي : دخل في المساء.
وأشهر الصائم. دخل في الشهر.
وأبحر الملاح. دخل في البحر.
وأعرق الرحالة. دخل في العراق.
في جميع الأمثلة السابقة سواء ما دل منها على الزمان، أم المكان كان متضمنا معنى الصيرورة، بمعنى الدخول في الزمان، أو المكان الذي هو أصله، والوصول إليه.
فعندما قلنا : أصبح الرجل، أو : أبحر الملاح.
ف‘ن الرجل دخل في زمن الصباح، وصار ذا صباح جديد غير الذي انقضى.
وكلك في قولنا : أبحر الملاح. أي : انه وصل إلى البحر ودخل فيه.
ومنه أيضا قولنا : أنجد المسافر. وأمصر الجل. أي : وصل نجد ودخلها.
6 ـ الوصول إلى العدد :
أي : الوصول إلى العدد الذي هو أصله، وبهذا المدلول يكون هذا النوع داخلا في باب الصيرورة أيضا، بمعنى : صيرته ذا كذا.
نحو : أثلث العدد، أي : صار ذا ثلاثة، أو وصل إلى ثلاثة.
وأتسع الجنين، أي : صار ذا تسعة أشهر، أو وصل إلى الشهر التاسع.
وأخمس الأولاد، صاروا خمسة، بمعنى وصل عددهم خمسة.
وأعشر المجتمعون، صاروا عشرة، أو وصل عددهم إلى عشرة.
7 ـ للدلالة على وجودك الشيء على صفة معينة، بمعنى أن تجد مفعول الفعل على صفة هي كونه فاعلا لأصل الفعل.
نحو : أسمنت الشاة، أي : وجدتها سمينة.
وأكرمت محمدا، أي : وجدته كريما، أو صادفته كريما.
أو كونه مفعول لأصل الفعل.
نحو : أحمدت خالدا، أي : وجدته محمودا، أو صادفته محمودا.
وأذممت الخائن، أي : وجدته مذموما، أو صادفته مذموما.
وأقهرت الحاقد، أي : وجدته مقهورا، أو صادفته مقهورا.
8 ـ للدلالة على السلب والإزالة :
وهو أن تزيل معنى الفعل عن المفعول.
نحو : أشكيت المهموم، أي : أزلت شكواه.
ومن المثال السابق نلاحظ أن معنى الفعل قبل زيادة الهمزة في أوله غير معناه بعد زيادتها، فقبل الزيادة نقول : شكا المهموم.
ومعناه : إثبات الشكوى له، وبعد زيادة الهمزة للفعل تغير إثباتها، وأزيلت الشكاية.
ومثله : أعجمت الكتاب، أي : أوضحته وأزلن عجمته.
وأعوجت الحديد، أي : أزلت عوجه.
9 ـ للدلالة على استحقاق صفة معينة :
نحو : أحصد الزرع، أي : استحق الحصاد.
وأزوجت الفتاة، أي : استحقت الزواج.
10 ـ للدلالة على الكثرة :
نحو : أشجر المكان، أي : كثر شجره.
وأزهر الربيع، أي : كثر زهره.
وأظبأ الوادي، أي : كثرت ظباؤه.
11 ـ للدلالة على التمكين :
نحو : أحفرته البئر، أي : مكنته من حفره.
وأملأته الزير، أي : مكنته من ملئه.
12 ـ ويأتي أفعل بمعنى الدعاء :
نحو : أسقيت محمدا، أي دعيت له بالسقيا.
ومنه قول ذي الرمة :
وأسقيه حتى كاد مما أبثه تكلمني أحجاره وملاعبه
وقد يجيء «أفعل» لغير هذه المعاني، وليس له ضابط كضوابط المعاني التي ذكرنا آنفا ومنه : أبصره : بمعنى رآه، وأوعزت إليه بمعنى تقدمت (1).
ثانيا ـ المعاني المتولدة عن زيادة الألف بعد فاء الفعل الثلاثي، صيغة «فاعل»:
لزيادة الألف في الفعل الثلاثي دلالات ومعان جديدة هي :
1 ـ المشاركة بين اثنين أو أكثر.
نحو : صارع أحمد محمدا.
ومعنى ذلك أن الفعل يصدر من اثنين فصاعدا، ففي المثال السابق نجد أن الصرع صدر من اثنين، من الفاعل والمفعول، أي أن أحمد صرع، ومحمدا صرع أيضا، فكلاهما صرع الآخر، فالصرع منسوب إلى أحمد، ومتعلق بمحمد، أي وقع عليه ضمنا، فكل منهما فاعل من وجه، ومفعول به من وجه آخر.
أما إذا قلنا : صرع أحمد محمدا.
فالصرع صدر من طرف واحد وهو الفاعل، ومحمد هو المصروع فحسب.
ومثل صارع نقول : قاتل الجيش العدو. أي : تقاتلا. ولاكم عليّ خالدا. أي : تلاكما. وضارب ماجد أخاه. بمعنى : كل منهما ضرب الآخر.
كما تجعل زيادة الألف في الفعل الثلاثي اللازم متعديا للمفعول.
نحو : وصل، وجلس. فعلان لازمان، فإذا زدنا في كل منهما الألف صارا متعدين، وأخذ كل منهما مفعولا به.
نحو : واصل الرجل سفره.
وجالس محمد صديقه.
وكذلك إذا جاء الفعل المتعدي إلى مفعول به واحد غير صالح للمشاركة بالمفاعلة إلى مفعولين. نحو : جذب اللاعب الحبل.
فالحبل هو المفعول به، لكنه لا يصلح للمشاركة بالمفاعلة، فإذ تغير بناء الفعل من
«فَعَلَ» إلى «فَاعَلَ» بزيادة الألف بعد الفاء، صار الفعل متعديا إلى مفعولين، بمعنى أن اللاعب مفعول آخر صالح للمشاركة.
نحو : جاذب اللاعب خصمه الحبل.
2 ـ للدلالة على أن الشيء صار ذا صفة يدل عليها الفعل.
نحو : عاقب المعلم المهمل. جعله ذا عقوبة.
وعافى الله المريض. جعله ذا عافية.
وكافأت المجتهد. جعلته ذا مكافأة.
وصاعر الرجل خده. جعله ذا صعر.
3 ـ للدلالة على المتابعة. بمعنى استمرارية الفعل وعدم انقطاعه.
نحو : تابعت العمل باهتمام. أي : واصلت متابعته.
ووالى الرجل الصوم. أي : استمر في الصيام.
وقاوم المريض المرض. أي : استمر في مقاومته.
4 ـ للدلالة على معنى «فعَّل» لإفادة التكثير.
نحو : ضاعف الجهد. بمعنى ضعّفه.
وعاين المكان. بمعنى عيّنه.
5 ـ للدلالة على معنى «فَعَلَ» لإفادة المبالغة، ومكابدة المشقة.
نحو : سافر الرجل. بمعنى : سفر الرجل، أي : خرج للسفر.
وهاجر الناس. بمعنى : هجر الناس. أي : خرجوا للهجرة.
ومنه قوله تعالى : قاتلهم الله أنا يؤفكون 1. بمعنى قاتلهم الله وأهلكهم.
6 ـ ويأتي «فاعل» بمعنى «أفعل».
نحو : عافاك الله. أي : أعفاك الله.
وراعِنا سمعَك. أي : أرعِنا سمعَك.
ثالثا ـ المعاني التي تكون للفعل الثلاثي المجرد بعد تضعيف العين :
لصيغة «فعَّل» معان كثيرة هي :
ـ
1 ـ 131 التوبة.
1 ـ يأتي «فعَّل» للدلالة على التكثير والمبالغة.
نحو : طوَّف المعتمر حول الكعبة. أي : أكثر الطواف.
جوَّلتُ في المدينة. أكثرتُ التجوال.
موتتْ الإبل. كثر فيها الموت.
والغالب في «فعَّل» أن يكون لتكثير الفعل كما في المثالين الأول والثاني، أو للتكثير في الفاعل، كما في المثال الثالث.
والتكثير في الأمثلة السابقة كان في الفعل اللازم، أما في مفعول الفعل المتعدي، فنحو : غلَّقتُ الأبواب. أي : أكثرت إغلاقها.
وقطَّعتُ الأثواب. أي : أكثرت قطعها.
ومنه قوله تعالى وغلِّقت الأبواب 1
وقد لا يأتي فعَّل للتكثير، نحو : فرَّح، وكرَّم، وعلَّم، ووسَّم.
2 ـ يأتي للتعدية : وهو أن يصير الفعل اللازم متعديا بالتضعيف «فعَّل»، وهو مشارك لأفعل في هذا المعنى.
نحو : فرَّحتُ الناجح. أي : جعلته فرحا، وأصله : فَرِحَ الناجح. لازم.
وجلستُ الضيف. جعلته جالسا، وأصله : جلس الضيف. لازم.
وقوَّمتُ المهمل. جعلته قائما، وأصله قام المهمل. لازم.
ونوَّمتُ الطفل. جعلته نائما، وأصله : نام الطفل. لازم.
وبالتضعيف أيضا يصير الفعل المتعدي إلى مفعول به واحد متعديا إلى مفعولين، غير أنه لا يتعدى «فعَّل» إلى ثلاثة مفاعيل كما هو الحال في صيغة «أفعل».
ومثال تعديه إلى مفعولين :
لبَّستُ الطفل الثوب. بمعنى : ألبسته الثوب، وأصله : لبس الطفل الثوب. متعد لواحد.
ـ
1 ـ 23 يوسف.
وفهَّمتُ الدارس المسألة. أي : أفهمته المسألة، وأصله : فهم الدارس المسألة. متعد لواحد.
وعلَّمته المشي. أي : أعلمته المشي، وأصله : علم الطفل المشي. متعد لواحد.
وأكَّلت الطائر الحب. بمعنى : أأكلته الحب، وأصله : أكل الطائر الحب. متعد لواحد.
3 ـ للدلالة على النسبة : وهو أن ينسب المفعول إلى أصل الفعل، ويسمى به.
نحو : فسَّقت الرجل. أي : نسبته إلى الفسق، وسميته فاسقا.
وكفَّرت فلانا. نسبته إلى الكفر، وسميته كافرا.
وخوَّنت المرأة. نسبتها إلى الخيانة، وسميتها خائنة.
4 ـ للدعاء على المفعول، أوْ له بأصل الفعل.
نحو : جدعته. بمعنى : جدعك الله.
وعقرته. أي : عقرك الله.
ومثال الثاني :
سقيت الرجل. بمعنى : سقيا لك.
ورعيته. بمعنى : رعاك الله.
5 ـ للدلالة على السلب : ويعني إزالة الشيء عن الشيء.
نحو : جلَّد الجزار الشاة. أي : أزال جلدها بالسلخ.
وقرَّد الراعي البعير. أزال قراده.
وقشَّرت الفاكهة. أزلت قشرها.
وقلَّمت الأظافر. أزلت قلامها.
6 ـ للدلالة على الصيرورة : وهو أن يصير الشيء شبيها لشيء آخر، مشتق من أصل الفعل.
نحو : قوَّس الرجل. أي : صار شبيها بالقوس.
وروَّ المكان. صار شبيها بالروض.
وحجَّر الطين. صار شبيها بالحجر في جموده.
وعجزَّت المرأة، وثيَّبت، وعوَّنت. أي : صارت عجوزا وثيبا وعوانا.
7 ـ للدلالة على التوجه : وهو المشي إلى الموضع المشتق منه «فعَّل».
نحو : كوَّف المرتحل. أي : توجَّه، أو مشى إلى الكوفة.
ومصَّر المسافر. توجَّه إلى مصر.
ويمَّن الرجل. مشى أو توجه إلى اليمن.
وشرَّق الرجل أو غرَّب. أي : توجهه إلى الشرق، أو الغرب.
8 ـ ويأتي «فعَّل» بمعنى : عَمَلُ شيءٍ في الوقت المشتق هو منه، ويعرف بالتوقيت.
نحو : هجَّر الرجل. أي : سافر في الهاجرة.
وصبَّح المسافر. سار في الصباح.
ومنه قول عمر بن أبي ربيعة :
أمن آل نُعْم أنت غاد فمبكر غداة غد أم رائحٌ فمهجِّر
9 ـ للدلالة على أن الشيء صار ذا أصله :
نحو : ورَّق الشجر. بمعنى : أورق الشجر، صار ذا ورق.
وعفَّن الخبز. أي : أعفن، صار ذا عفن.
وقيَّح الجرح. أي : أقيح، صار ذا قيح.
10 ـ قبول الشيء :
نحو : شفّعتُ محمدا. بمعنى : قبلت شفاعته.
ووسَّطتُ خالدا. أي : قبلت وساطته.
11 ـ لاختصار الحكاية :
نحو : كبَّر الإمام. أي : قال الله أكبر.
وسبَّح المصلي. قال : سبحان الله.
ولبَّى الحاج. قال : لبيك.
وهلَّل القوم. قالوا : لا إله إلا الله.
وأمَّن المصلون. قالوا : آمين.
12 ـ ويأتي «فعَّل» للدلالة على معنى «فَعَلَ»:
نحو : زيَّلت الشيء. أي : زلته، بمعنى : فرقته. وزيَّل من الفعل : زال يزيل.
13 ـ ويأتي للدلالة على معنى «تفعَّل»:
نحو : ولَّى زمام الأمر. بمعنى : تولَّى زمامه.
14 ـ التصيير :
نحو : جمّعت الطلاب : جعلتهم يجتمعون.
ودسم الرجل الطعام : جعل له دسما.
ثانيا ـ الثلاثي المزيد بحرفين :
وهو ما يعرف بالفعل الخماسي المزيد في أوله، وله خمسة أوزان :
1 ـ انفعل : مزيد بالهمزة والنون في أوله، وأكثر ما يأتي مطاوعا للفعل «فَعَل»، وتسمى الأفعال المطاوعة أغعلا انعكاسية، ذلك أن الفاعل معها يفعل الفعل بنفسه.
فانتصر تعني نصر نفسه، وانكسر تعني كسر نفسه.
ونحو : انعصر، واندحر، وانجبر، وانبلج، وانصهر، وانداح، وانحنى، وانجلى، وانحاز، وانقلب، وانقاد، وانفك، وانذبح، وانقضى.
ولا تأتي صيغة «انفعل» إلا لازما.
تقول : انتصر المجاهدون.
وانكسر الزجاج.
واندحر العدو.
2 ـ افتعل : مزيد بالهمزة في أوله، والتاء بعد فائه. ويكون متعديا ولازما، وهو
نحو : ارتبك، وارتزق، وارتقى، وافتتح، وافترش، واتخذ، واتزن، واصطبر، والتأم، وافترج، واتسع، وانتقم، واتقى، والتحف، وانتعل.
مثال المتعدي : ارتجل الخطيب الخطبة.
وافتتح المدير الحفل.
وافترش النائم الأرض.
ومثال اللازم : ارتبك المتكلم.
والتأم الجرح.
واتسع الخرق.
3 ـ افعلَّ : بزيادة الهمزة في أوله، وتضعيف اللام، ولا يكون إلا لازما.
والغالب فيه الدلالة على قوة اللون، أو العيب الحسي الملازم للشيء.
نحو : احمرَّ، واسودَّ، واخضرَّ، واغبرَّ، واعوجَّ، واعورَّ.
تقول : احمرَّ البلح. واسودَّ العنب.
4 ـ تفعَّل : بزيادة التاء في أوله، وتضعيف العين، ويكون متعديا ولازما.
نحو : تعلّمَ، تكرَّم، تسلَّم، توصَّل، تفهَّم، تقدَّم، تأخَّر، توسَّط، تعجَّل، تغيَّر، تنقَّل، توسَّم، تجشَّم، تحيَّر، تكسَّر، تلوَّن، تحوَّل، تجوَّل، تنبَّه، تقلَّص، تقوَّم، توعَّد، تكلَّف.
مثال المتعدي : تعلم الطالب الدرس.
تسلم الرجل الرسالة.
وتوعدت المهمل.
ومثال اللازم : تقدم الجيش.
تأخر الزائرون.
تجولت في المدينة.
5 ـ تفاعل : بزيادة التاء في أوله، والألف بعد الفاء، وهو لازم، وإن كان متعديا في المعنى.
نحو : تعاظم، تخاصم، تقاتل، تصارع، تشارك، تعانق، تلاءم، تراحم، تساءل.
تقول : تخاصم محمد، وأحمد، وخالد.
وتعانق الضيف والمضيف.
وتشارك فلان وفلان في العمل.
وقد يأتي متعديا لفظا.
نحو : تقاسم، وتنازع، وتراشق، وتبادل.
تقول : تقاسم الورثة المال.
وتنازع محمد وعليّ المنزل.
وتراشق المنتفضون واليهود الحجارة.
وتبادل المجتمعون الاتهامات.
المعاني الناتجة عن الزيادات السابقة في الفعل المزيد بحرفين :
1 ـ معاني انفعل :
لا تخرج معاني «انفعل» عن المطاوعة، لذلك لا يكون إلا لازما، كما بينا سابقا، ومطاوعته تكون لـ «فَعَلَ» المتعدي لمفعول به واحد، والمختص بالأفعال العلاجية والتأثيرية (1).
نحو : كسرته فانكسر، وحطمته فانحطم، وعدلته فانعدل.
وقد يأتي «انفعل» غير مطاوع، بمعنى أنه قد يؤخذ من أفعال غير متعدية، وهو قليل. نحو : انكمشت، وانجردت.
ومنه قوله تعالى : وإذا النجوم انكدرت 2.
فالأفعال السابقة مما يستعمل فيها «انفعل»، ولكنها ليست مما طاوع «فَعَلَ» بمعنى أن تلك الأفعال لم تكن متعدية، مثل : حطمته فانحطم، وجذبته فانجذب، وإنما هي لازمة بمنزلة : ذهب، ومضى.
ثانيا ـ معاني «افتعل»:
1 ـ يكون لمطاوعة «فَعَلَ» غالبا سواء أكان من الأفعال الدالة على العلاج والتأثير.
نحو : جمعته فاجتمع، وعدلته فاعتدل، ورفعته فارتفع، ونزعته فانتزع.
أم من غير العلاجية. نحو : غممته فاغتم.
1 ـ الأفعال العلاجية والتأثيرية : هي الأفعال الدالة على الحركة المحسوسة، والتي تحتاج في حدوثها إلى تحريك عضو من الأعضاء، ويرى بالنظر، كالضرب، والقطع، والسحب، والجذب، والتكسير، والتحطيم. أما الأفعال غير العلاجية فهي : الدالة على الأشياء غير المحسوسة كالعلم والظن، ولا تكون مطاوعة، إذ لا يصح أن نقول : علمته فانعلم، ولا ظننته فانظن.
2 ـ 2 التكوير.
2 ـ يكون لمطاوعة «أفعل».
نحو : أنصفته فانتصف. وأسمعته فاستمع. وأنهيته فانتهى.
3 ـ ولمطاوعة «فعَّل». نحو : قربته فاقترب. وسويته فاستوى، ولحمته فالتحم. ونظمته فانتظم.
4 ـ للاتخاذ : وهو اتخاذك الشيء أصله، بمعنى ألا يكون ذلك الأصل مصدرا، وإنما يكون من باب اتخاذك أصل الشيء لنفسك.
نحو : اختدم الرجل. أي : اتخذ لنفسه خادما.
وامتطى الفارس الجواد. بمعنى : بمعنى جعله مطية لنفسه.
واشتوى الطاهي اللحم. أي جعله شواء لنفسه.
5 ـ يكون للاشتراك بمعنى : «تفاعل».
نحو : اقتتل الولدان. بمعنى تقاتلا.
واختصم محمد وخالد. أي : تخاصما.
واختلف زيد وعمرو. أي : تخالفا.
واجتور الضيفان. أي : تجاورا.
6 ـ للمبالغة والزيادة والاجتهاد في تحصيل الفعل.
نحو : اكتسب، واقتدر، واجتهد.
تقول : اكتسبت المال. أي : بالغت واجتهدت في كسبه.
واقتدرت على العمل. بمعنى بالغت في القدرة عليه.
واجتهد الطالب في تحصيل العلم. أي : بالغ في تحصيله.
ومنه قوله تعالى : لها ما كسبت وعليها ما اكتسبت 1.
7 ـ يأتي بمعنى «فَعَلَ». نحو : قرأتُ، واقترأتُ. وخطفت، واختطفت.
ــ
1 ـ 286 البقرة.
8 ـ ويأتي للدلالة على الإظهار.
نحو : اعتذر الرجل. أي : أظهر العذر.
واغتضب الحارس. اظهر الغضب.
واعتظم القائد. بمعنى : أظهر العظمة.
ثالثا ـ معاني «افعلَّ»:
تغلب صيغة «افعلَّ» في الدلالة على اللون.
نحو : احمرَّ البلح. واخضرَّ العشب، واسود العنب. بمعنى : اشتد احمراره.
والدلالة على العيب الحسي الملازم للمخلوق.
نحو : اعورَّ الرجل. واعرجَّ الطفل. بمعنى : اشتد عوره، وعرجه.
رابعا ـ المعاني التي تكون لـ «تفعَّل»:
1 ـ لمطاوعة «فعَّل»، سواء أكان للتكثير.
نحو : كسَّرت الزجاج. بمعنى : تكسَّر.
وحطمت الخشب. فتحطم.
وهدمت البناء. فتهدم.
وأدبت الطالب. فتأدب.
ونبهت الرجل. فتنبه.
وفقهته في الدين. فتفقه.
2 ـ يأتي للاتخاذ : ويكون «تفعَّل» في هذه الدلالة مطاوع «فعّل». ولا يأتي إلا متعديا. والاتخاذ يعني : اتخاذ فاعل الفعل، وجعله مفعول أصل الفعل.
نحو : تدير الرجل المكان. اتخذه دارا. وتسنم عليّ المجد. اتخذه سناما.
وتوسد محمد الثوب. اتخذه وسادة.
3 ـ التكلف : وهو رغبة الفاعل، واجتهاده في حصول الفعل له حقيقة.
نحو : تشجع، وتحلم، وتصبر، وتجلد، وتكرم، وتنوه.
تقول : تشجع المغامر. أي : كلّف نفسه الشجاعة ليتم حصولها.
وتحلّم الرجل. بمعنى : كلف نفسه الحلم.
وتصبر المصاب. أي : تكلف الصبر.
4 ـ للتَّجنب : و«تفعَّل» الذي للتجنب يكون مطاوع «فعَّل» وهو للدلالة على السلب، وترك الفعل والابتعاد عنه.
نحو : تحرّج محمد. أي : ترك الحرج. تقول : حرجت محمدا، أي : جنبته الحرج.
وتأثم الرجل. بمعنى : ترك الإثم. تقول : اثمت الرجل، أي : جنبته الإثم.
وتهجد فلان. بمعنى : ترك الهجود. تقول هجدت فلانا، أي : جنبته الهجود.
5 ـ للتدرج : وهو العمل المتكرر في مهلة، وفي هذه الدلالة يكون «تفعل» مطاوع
«فعّل» الذي يفيد التكثير، وحصول الفعل مرة بعد أخرى، ويأتي للأمور الحسية والمعنوية.
مثال الحسية : جرعت المريض الدواء. فتجرعه، أي : شربه جرعة بعد جرعة.
وحسسته المال. فتحسسه، أي : حسه مرة بعد أخرى.
ومثال المعنوية : علمت التلميذ المسألة. فتعلمها، أي : علمها مرة بعد مرة.
وبصرت محمدا الأمر. فتبصر، أي : بصره مرة بعد أخرى.
وفهمته الوضع. فتفهم، أي : فهمه مرة بعد أخرى.
6 ـ ويجيء «تفعّل» بمعنى «استفعل»، وذلك فيما يختص بالطلب، والاعتقاد لأنهما مختصين بـ «استفعل».
فالطلب نحو : تنجزته. أي : استنجزته، بمعنى : طلبت نجازه، وهو الحضور والوفاء به.
والاعتقاد : وهو تصورك الشيء أنه على صنعة أصله.
نحو : تعظمته. أي : استعظمته، بمعنى : اعتقد فيه أنه عظيم.
وتكبر الرجل. أي : استكبر، بمعنى : اعتقد في نفسه أنها كبيرة.
وتفهم واستفهم. وتأمل واستأمل. وتبصر واستبصر. وتعلّى واستعلى.
ومنه حديث ابن عباس: «فإذا هو يتعلّى عنّي» أي : يترفع عليّ.
ومنه قوله تعالى : قال فاهبط منها فما يكون لك أن تتكبر فيها 1.
وقوله تعالى : إلا إبليس أبى واستكبر وكان من الكافرين 2.
وقوله تعالى : وقد أفلح اليوم من استعلى 3.
7 ـ ويأتي «تفعّل» بمعنى «فَعَلَ».
نحو : تظلمني. بمعنى : ظلمنى.
وتجهمني. بمعنى : جهمني.
وتجهَّمت الرجل. بمعنى : جهمته، أي : كلحت في وجهه.
ومنه حديث دعاء الرسول : «إلى من تكلني، إلى عدو يتجهمني».
أي : يلقاني بالغلظة والوجه الكريه.
8 ـ ويأتي «تفعل» مطاوع «فعَّل» الذي لجعل الشيء ذا أصله حقيقة، أو تقديرا.
فالحقيقة نحو : أصلته فتأصل. أي : صار ذا أصل.
وألبته فاتألب. أي : صار ذا ألب (4).
ومتال التقدير : أهلته فتأهل. أي : صار ذا أهل.
9 ـ وقد يكون مطاوع «فعّل» الذي معناه جعل الشيء نفس أصله حقيقة، أو تقديرا.
مثال الحقيقة : تزبب العنب. أي صار زبيبا.
والتقدير نحو : تكلل الشيء. أي : صار إكليلا.
1 ـ 12 الأعراف. 2 ـ 34 البقرة. 3 ـ 64 طه.
4 ـ الألب : الجمع الكثير من الناس.
خامسا ـ معاني «تفاعل».
تأتي صيغة تفاعل لعدة معاني نستعرضها على النحو التالي :
1 ـ للمشاركة بين أمرين فأكثر، فيكون كل منهما فاعلا في اللفظ، ومفعولا في المعنى.
نحو : تبارز، تصارع، تقاتل، تنازل، تلاكم، تشارك.
تقول : تبارز محمد وعلي.
وتصارع خالد وأحمد وإبراهيم.
ويمكن التفريق بين صيغة «تفاعل» وصيغة «فاعل»، وكلاهما يفيد التشريك بأن «تفاعل» وضع لنسبة الفعل إلى المشتركين فيه من غير قصد إلى التعلق له، أي : انه يكون لمشاركة أمرين فصاعدا في أصله صريحا.
نحو : تقاتلا، وتشاركا، وتمازحا.
أما «فاعل» فإنه وضع لنسبة الفعل إلى المشتركين متعلقا بغيره، مع أن الغير هو الذي فعل ذلك، أي : أنه يكون لنسبة أصله إلى أحد الأمرين متعلقا بالآخر للمشاركة صريحا.
نحو : قاتلته، ولاطفته، وشاركته.
وعليه فإن كان «تفاعل» من «فاعل» المتعدي لمفعول به واحد صار لازما.
نحو : ضارب محمد عليا. يصبح : تضارب محمد وعلي.
وخاصم يوسف خالدا. يصبح : تخاصم يوسف وخالد.
وإن كان «تفاعل» من «فاعل» المتعدي لمفعولين صار متعديا لمفعول به واحد.
نحو : نازعت جاري البيت. يصبح : تنازعنا البيت.
وجاذب محمد خالدا الكرة. يصبح : تجاذب محمد وخالد الكرة.
2 ـ التظاهر : وهو ادعاء الفاعل بحصول الفعل له، وهو منتف عنه.
نحو : تجاهلت الأمر. أي : أظهرت من نفسي التجاهل للأمر دون الحقيقة.
ومنه : تغافلت، وتكاسلت، وتعاميت، وتناومت، وتخاذلت، وتمارضت.
ومنه قول الرسول : «لا تمارضوا فتمرضوا فتموتوا فتذهب ريحكم» (1).
والفرق بين «تفاعل» و«تفعَّل» في معنى التظاهر، والادعاء، أو التكلف، أن «تفعل» في نحو : تعلّم، وتعظَّم.
يتكلف فيه الفاعل أصل الفعل، ويريد حصوله فيه حقيقة، ولا يقصد إظهار ذلك غيهاما على غيره أن ذلك فيه.
أما في ط تفاعل، فإن الفاعل لا يريد ذلك حقيقة، ولا يقصد حصوله له، بل يوهم الناس أن ذلك فيه لغرض له.
3 ـ للدلالة على التدرج. أي : حصول الفعل شيئا فشيئا.
نحو : تزايد السيل.
وتنامى المال.
وتواردت الأخبار.
وتكاثر النحل.
4 ـ مطاوعة «فاعل». ويقصد بالمطاوعة هنا : التأثر وقبول أثر الفعل سواء أكان التأثر متعديا.
نحو : علمته الرماية. فتعلمها، أي : قبل التعليم وتأثر به.
وفهمته المسالة. فتفهما.
أم لازما. نحو : عدَّلت الحديد. فانعدل.
وثنيته. فانثنى. بمعنى : تأثر بالعدل، وتأثر بالثني.
5 ـ ويأتي «تفاعل» مطاوع «فاعل»، إذا كان فاعل لجعل الشيء ذا أصله.
نحو : باعدته. فتباعد، أي : بَعُدَ.
ــ
1 ـ ولا تمارضوا : لا تداعوا المرض وتظهروه، وأنتم أصحاء.
ثالثا ـ الثلاثي المزيد بثلاثة أحرف.
يأتي الثلاثي المزيد بثلاثة أحرف على عدة أوزان هي :
1 ـ استفعل : بزيادة الهمزة والسين والتاء.
وتكون الهمزة في أوله للتوصل إلى الساكن، والسين والتاء للطلب.
وهو متعد، ولازم، ومصدره استفعال.
المتعدي نحو : استعمل المريض الدواء.
واستغفر المؤمن ربه.
واستجلى محمد الأمر.
واستخرج الرجل الماء من البئر.
واللازم نحو : استسلم العدو.
واستحجر الطين.
واستقام الظل.
واستعظم الأمر.
2 ـ افعوعل : بزيادة الهمزة في أوله والواو وتضعيف العين.
ومصدره : افعوعل : افعيعال مثل : اخشوشن: اخشيشان.
ولا يكون إلا لازماً نحو :
اعشوشب المكان، واخشوشن الثوب، واغدودن الشعر.
وقد ورد منه لفظان متعديان هما : اعرورى، واحلولى.
تقول : اعروريت الفرس. أي ركبته.
واحلوليت الطعام. أي استطبته.
3 ـ افعوَّل : بزيادة الهمزة في أوله وواو مضعفة قبل اللام، والمصدر : افعوَّال.
ولا يكون إلا لازماً نحو :
اجلوّذت الإبل، وأصله جلذ، بمعنى سارت سيراً سريعاً.
وقد ورد متعدياً شذوذاً نحو : اعلوط الرجل البعير، أي تعلق بعنقه.
وقيل إن هذا الوزن مرتجلاً وليس منقولاً عن فعلٍ ثلاثي، ولكن يرده جلذ وعلط، فهي أصل اجلوّذ، واعلوّط، ومصدرها اجلوّإذ، واعلوّاط.
4 ـ افعالّ : بزيادة الهمزة في أوله وألف بعد العين وتضعيف اللام. ومصدره : افعيلال.
ولا يكون إلا لازماً نحو :
احمارّ البلح، أي اشتد احمراره.
واشهاب الثوب، أي قوي شهبه.
ومن ما يكون مرتجلاً نحو :
اقطار العشب : أي أخذ في الجفاف.
وابهار الليل، إذا أظلم.
وهناك وزنان مرتجلان هما :
1 ـ افعنلل : بزيادة الهمزة في أوله والنون بعد العين وإحدى اللامين.
ومصدره : افعنلال مثل : اقعنساس.
ولا يكون إلا لازماً نحو :
اقعنسس الرجل، أي دخل ظهره وخرج صدره.
2 ـ افعنلى: بزيادة الهمزة في أوله، والنون بعد العين، والياء في آخره.
ومصدره : افعلناء، مثل : اسلنقاء.
ولا يكون إلا لازماً نحو :
اسلنقى الرجل، أي نام على ظهره.
واحرنبى الديك، إذا نفش ريشه.
وابرنتى الغلام، استعد للأمر.
وقد ورد متعدياً في فعلين لا ثالث لها كما ذكر الصرفيون وهما :
اغرندى محمد فلاناً، أي غلبه، ومثله.
واسرندى. إذ هما بمعنى واحد.
ومنه قول الشاعر :
قد جعل النعاس يغرنديني أدفعه عني ويسرنديني.
تنبيه : ذكرنا هذين الوزنين في مزيد الثلاثي تبعاً للأصل، وقد ذكرهما بعض الصرفيين في مزيد الرباعي.
المعاني التي تخرج لها أوزان الثلاثي المزيد بثلاثة أحرف :
1 ـ الأوزان : افعوعل، وافعوّل، وافعالّ، افعنلل، افعنلى.
افعوعل : نحو : اغدودن النبات، إذا خضر وضرب إلى السواد من شدة ريه.
ونحو : اعشوشبت الأرض، صارت ذات عشب كثير.
افعوّل : نحو : احلوّز البعير، زاد في سرعته.
افعالّ : نحو : اسوادّ الليل، اشتد سواده.
وهو مختص بالألوان والعيوب الحسية الثابتة.
مثل : اعوارّ الرجل، واعراجّ الغلام، إذا اشتد عوره وعرجه.
افعنلل : نحو : اقعنسست الإبل أي اشتدت في السير.
افعنلى : نحو : اغرنديته بالضرب، أي أعليته واشتدت عليه بالضرب.
2 ـ استفعل : يأتي وزن استفغل لكثير من المعاني وهي على النحو التالي :
1 ـ للسؤال غالباً : وهو الطلب والاستدعاء، ويعني نسبه الفعل إلى الفاعل لإرادة تحصيل المشتق منه حقيقة نحو :
استكثبت الطالب، أيطلبت منه الكتابة.
واستعطيت محمداً، طلبت منه العطية.
استغفرت ربي، طلبت منه الغفران.
أو مجازاً نحو : استخرجت الماء من البئر، فطلب الاستخراج غير صحيح بل هو معنى. ويقصد به الاجتهاد في استخراجه والحصول عليه.
واستلهمت القول، واستوحيت الشعر.
2 ـ للتحول والتشبيه : وهو أن يصبر الفاعل متصفاً أو متشبهاً بصفة الفعل الذي اشتق منه، ويكون التحول إما حقيقة نحو :
استحجر الطين، أي صار حجراً حقيقة.
واستحصن المهر، أي صار حصاناً.
أو مجازاً وهو المقصود بالتشبيه :
نحو: استحجر الطين، أي صار شبيهاً للحجر في صلابته.
ونحو : واستأسد الرجل، أي صار شبيهاً بالأسد في شجاعته.
ومنه قولهم : إن البغاث بأرضنا تستنسر، أي تصير شبيهة النسر في قوته.
ونحو : استنوق الجمل، صار شبيهاً بالناقة.
استتيست الشاة، أي صارت شبيهة بالتيس.
3 ـ الإصابة : وهو الاعتقاد بأن الفاعل على صفة الفعل.
نحو : استحسنت كلامه، أي اعتقدت أنه حسناً.
واستكرمت محمداً، أي اعتقدت فيه الكرم.
واستعذبت الماء، اعتقدته عذباً.
واستملحت الطعام، اعتقدته ملحاً.
4 ـ للاتخاذ : نحو :
استلأم الرجل، أي لبس لامة الحرب.
واستنطق المحارب، أي نطاقه.
5 ـ لاختصار الحكاية : نحو :
استرجع الرجل، مثال إنا لله وإنا إليه راجعون.
6 ـ للقوة : نحو :
استُهتر واستكبر، أي قوى هتره وكبره.
7 ـ للمصادفة : نحو :
استبخلت علياً، أي صادفته بخيلاً.
واستكذبت يوسف، أي صادفته كاذباً.
8 ـ ويكون بمعنى «أفعل» نحو :
استخلف لأبنائه، أي أخلف لهم. واستيقن وأيقن.
ويكون بمعنى «فعل» نحو :
استقر في مكانه، أي قَرّ في مكانه.
واستعلى وعلا، واستسخر وسخر، ومنه قوله تعالى : وإذا رؤوا آية يستسخرون 1.
واستهزأ وهزأ.
10 ـ ويكون مطاوع «أفعل» نحو :
أحكمته فاستحكم. وواقفته فاستوقف. وأقمته فاستقام.
11 ـ ويكون بمعنى «تفعّل» نحو :
تعظم واستعظم. وتكبر واستكبر.
1 ـ 14 الصافات.
ثانياً ـ المزيد من الرباعي ومعانيه.
الفعل الرباعي المجرد تكون زيادته إما حرف وإما حرفان.
1 ـ الرباعي المزيد بحرف وله وزن واحد هو «تفعلل» بزيادة تاء في أوله.
ومصدره : تفعللا. نحو : تدحرج تدحرجاً.
والغالب في هذا الوزن ألا يكون متعدياً ويدل على مطاولة الفعل المجرد.
نحو : بعثرت الحب، فتبعثر الحب.
ودحرجت الكرة، فتدحرجت.
ولملمت الخرز، فتلملم.
وطمأنت والدي، فتطمأن.
ويلحق به الأوزان التالية :
تفيعل مثل : تشيطن، أي فعل فعلاً مكروهاً.
وتفعلى مثل : تسلقى وتقلسى، فالأولى استلقى على ظهره والثانية لبس القلنسوة.
وتفعنل مثل : تقلنس، لبس القلنسوة أيضاً.
وتفوعل مثل : تجورب، أي لبس الجورب.
وتمفعل مثل : تمسكن أي لبس المسكنة.
وتفوعل مثل : ترهوك، أي تبختر في مشيته.
وتفعلل مثل : تجلبب، أي لبس الجلباب.
2 ـ الرباعي المزيد بحرفين وله وزنان :
أ ـ افعنلل : بزيادة الهمزة في أوله والنون في وسطه، ومصدره : افعنلال.
ويدل على مطاوعة الفعل المجرد ولا يكون إلا لازماً.
نحو : حرجم الراعي الإبل فاحرنجمت، أي فاجتمعت.
ولحق بهذا الوزن ما ذكرناه في باب الثلاثي المزيد بثلاثة أحرف وهو وزن «افعنلل» أيضاً ومثلنا له بقولهم : اقعنسست الإبل، واسلنقى الرجل.
تنبيه : والفرق بين احرنجم واقعنسس مع اتحاد مصدريهما في الحروف والحركات والسكنات، أن الفعل احرنجم لاماه أصليتان.
أما الفعل اقعنسس فإحدى لاميه زائدة للإلحاق.
ولا يكون زائد الإلحاق في أول الكلمة ولا يكون حرف تضعيف ولا ألفاً زائدة.
ب ـ افعللَّ : بزيادة الهمزة في أوله وتضعيف اللام في آخره.
ومصدره : افعللال. نحو: اطمأنّ اطمئنان.
ويأتي للمبالغة في الشيء ولا يكون إلا لازماً، نحو :
اقشعر البدن، إذا اشتدت قشعريرته.
واكفهرت الوجوه، إذا اشتد تجهمها.
واطمأنت القلوب، زادت طمأنينتها.
تنبيه
1 : يشبه وزن «افعللّ» وزن «افعلّ» في الثلاثي الذي يختص بالألوان كأحمر وأصفر، وذلك ما جعله لازماً.
2 : لا يلزم في كل مجرد أن يستعمل له مزيد، ولا في كل مزيد أن يستعمل له مجرد ولا فيما استعمل فيه بعض المزيدات أن يستعمل فيه البعض الآخر، بل المعول في كل ذلك على السماع ما عدا الثلاثي اللازم فتطرد زيادة الهمزة في أوله للتعدية تقول : ذهب وأذهب، ومنه قوله تعالى : الحمد لله الذي أذهب عنا الحزن 34 فاطر. ومنه خرج وأخرج، وحضر وأحضر على الكتاب.
3 ـ دلالات أبنية الأسماء، لا تكون إلا في الأسماء المشتقة، وأبنية المصادر والجموع، أما الأسماء الجامدة فليس لأبنيتها دلالة مد